# Gerd Albrecht (Dirigent)

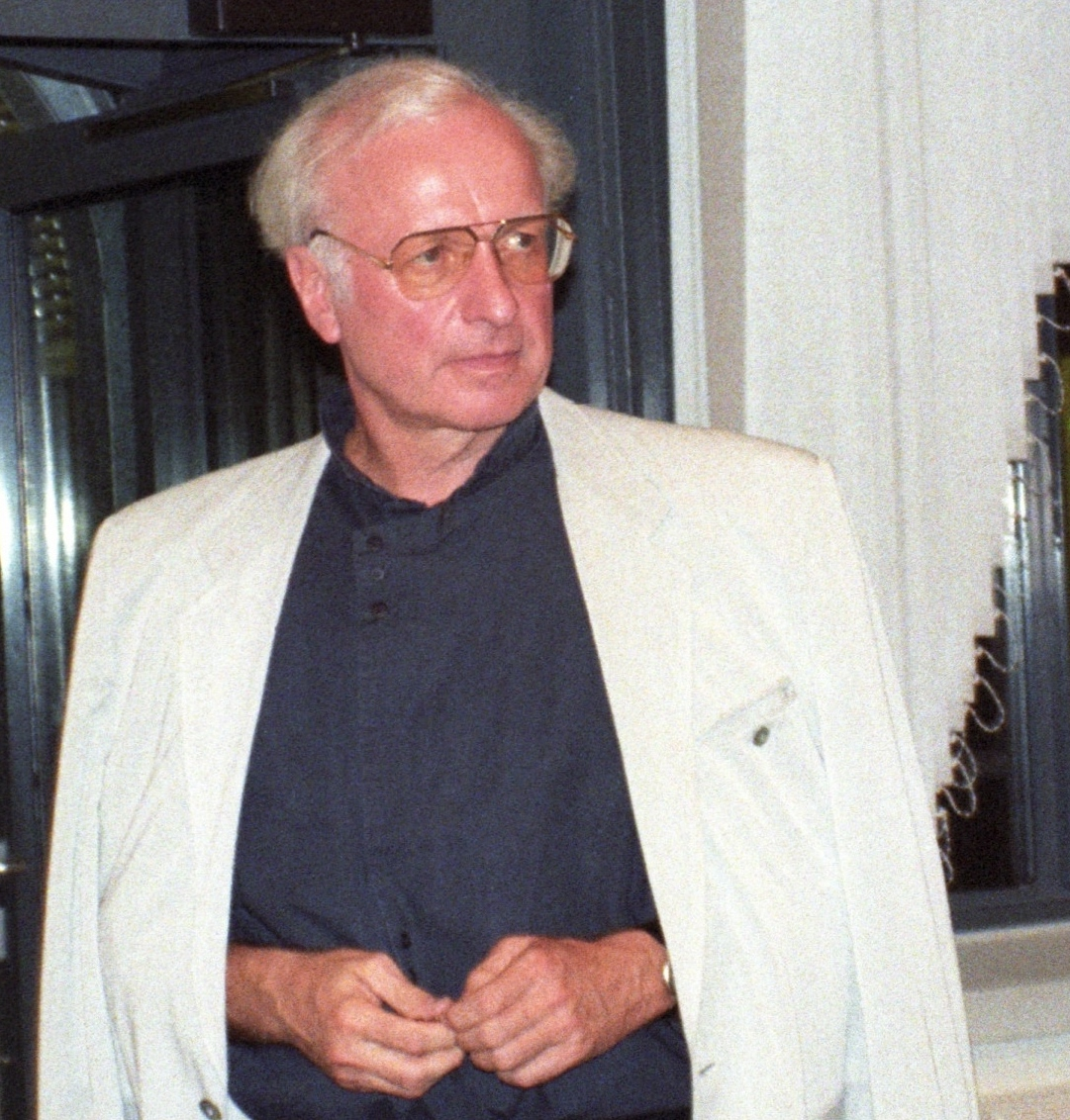
Gerd Albrecht (1996 in Hamburg)

Gerd Albrecht (* 19. Juli 1935 in Essen; † 2. Februar 2014 in Berlin) war ein deutscher Dirigent.

## Leben
Gerd Albrecht wurde 1935 in Essen als Sohn des Musikwissenschaftlers Hans Albrecht (1902–1961) und einer Pianistin geboren. Nach Studienjahren in Kiel und in Hamburg bei Wilhelm Brückner-Rüggeberg gewann Gerd Albrecht im Alter von 22 Jahren den Ersten Preis beim Concours international de jeunes chefs d’orchestre de Besançon. Er begann 1958 als Assistent an der Stuttgarter Oper. 1961 wurde er aber schon 1. Kapellmeister in Mainz und 1963 jüngster Generalmusikdirektor (GMD) Deutschlands in Lübeck. 1966 ging er für sechs Jahre als GMD nach Kassel und führte Erklärkonzerte für Kinder und Jugendliche ein. Er übernahm 1972 als Ständiger Dirigent die musikalische Oberleitung der Deutschen Oper in Berlin. Von 1975 bis 1980 leitete er das Tonhalle-Orchester Zürich, danach arbeitete er acht Jahre lang frei in den wichtigsten Musikzentren der Welt. Von 1976 bis 1991 dirigierte er häufig an der Wiener Staatsoper, u. a. Les Troyens, Boris Godunow, Il trittico, Jenufa, Der ferne Klang und Salome.
Von 1988 bis 1997 war Albrecht Generalmusikdirektor der Hamburgischen Staatsoper und des Philharmonischen Staatsorchesters in Hamburg. Von 1993 bis 1996 war er als erster Ausländer Chefdirigent der Tschechischen Philharmonie in Prag, wo es zu erheblichen Spannungen kam. 1998 leitete er das Dänische Radio-Sinfonieorchester Kopenhagen. Zudem leitete er das Bundesjugendorchester.
Albrechts Schwerpunkte lagen in der Musik der Romantik, wobei er auch selten gespielte Werke aus dieser Epoche aufführte. Viele seiner zahlreichen Schallplatteneinspielungen wurden preisgekrönt. Daneben setzte er sich intensiv, auch im Fernsehen mit seinen Gesprächskonzerten, für die Neue Musik ein. In seiner Hamburger Zeit, jedoch oft nicht mit ihm als Dirigenten, wurden Werke von Wolfgang Fortner, György Ligeti, Wolfgang Rihm, Hans Werner Henze und Aribert Reimann uraufgeführt, außerdem Alfred Schnittkes Historia von D. Johannes Faustus, Alexander Zemlinskys Der König Kandaules, Rolf Liebermanns Freispruch für Medea und Helmut Lachenmanns Das Mädchen mit den Schwefelhölzern. Auftragswerke vergab er u. a. an Krzysztof Penderecki. Er führte Werke von Hans Krása, Viktor Ullmann und Erwin Schulhoff auf, die vom Nationalsozialismus verfemt worden waren, und lud Robert Wilson ein, in Hamburg Wagners Parsifal zu inszenieren.
Albrecht setzte sich sehr dafür ein, junge Menschen für die Musik zu begeistern; in zahlreichen Fernsehsendungen erläuterte und dirigierte er vor jugendlichem Publikum. 1974 erhielt er dafür den Adolf-Grimme-Preis. In der Reihe „Klassik für Kinder“ erklärte er Kindern klassische Werke wie etwa Die Moldau, Peter und der Wolf oder Der Zauberlehrling.
1989 gründete Albrecht die Hamburger Jugendmusikstiftung und Klingende Museen in Hamburg und Berlin. 1984 wurde er mit dem Deutschen Kritikerpreis ausgezeichnet. Albrecht war seit 1994 Mitglied der Bayerischen Akademie der Schönen Künste in München und der Freien Akademie der Künste in Hamburg.
Gerd Albrecht starb im Februar 2014 nach langer Krankheit. Er ist im Burgenland begraben.

## Auszeichnungen
- 1974: Sonderpreis der Landesregierung Nordrhein-Westfalen beim Adolf-Grimme-Preis für Das Sonntagskonzert: Keine Angst vor schwerer Musik
- 1998: Bundesverdienstkreuz 1. Klasse
- 2001: Großes Silbernes Ehrenzeichen für Verdienste um die Republik Österreich[10]
- 2002: Goldenes Ehrenzeichen für Verdienste um das Land Wien[11]
- 2008: Paul-Hindemith-Preis der Stadt Hanau.